# Sylvicola quadrivittatus
Sylvicola quadrivittatus är en tvåvingeart som först beskrevs av Edwards 1928.  Sylvicola quadrivittatus ingår i släktet Sylvicola och familjen fönstermyggor.
Artens utbredningsområde är Costa Rica. Inga underarter finns listade i Catalogue of Life.